# Cucullia yuennanensis
Cucullia yuennanensis är en fjärilsart som beskrevs av Charles Boursin 1942. Cucullia yuennanensis ingår i släktet Cucullia och familjen nattflyn. Inga underarter finns listade i Catalogue of Life.